# Neocollyris fleutiauxi
Neocollyris fleutiauxi is een keversoort uit de familie van de loopkevers (Carabidae). De wetenschappelijke naam van de soort is voor het eerst geldig gepubliceerd in 1892 door Horn. De soort werd genoemd naar de Franse entomoloog Edmond Fleutiaux.